# Liudmila Krokhina
Liudmila Krokhina (rus: Людмила Васильевна Крохина)  (Moscou, 10 de gener de 1954) és una ex-remadora russa que va competir sota bandera de la Unió Soviètica durant la dècada de 1970.
El 1976 va prendre part en els Jocs Olímpics de Mont-real, on guanyà la medalla de bronze en la competició del quatre amb timoner del programa de rem. Formà equip amb Lidiya Krylova, Galina Mishenina, Anna Pasokha i Nadezhda Sevostyanova.